# برأشكفت درب كلات (سادات محمودي)
برأشكفت درب كلات (بالفارسية: پراشکفت درب کلات) هي قرية تقع في إيران في قسم سادات محمودي الريفي. يقدر عدد سكانها بـ 91 نسمة بحسب إحصاء 2016.